# Poropanchax
Poropanchax is een geslacht van straalvinnige vissen uit de familie van Poeciliidae (Levendbarende tandkarpers).

## Soorten
- Poropanchax hannerzi (Scheel, 1968)
- Poropanchax luxophthalmus (Brüning, 1929)
- Poropanchax normani (Ahl, 1928)
- Poropanchax rancureli (Daget, 1965)
- Poropanchax stigmatopygus Wildekamp & Malumbres, 2004